# Troia
Troia is een gemeente in de Italiaanse provincie Foggia (regio Apulië) en telt 7367 inwoners (31-12-2004). De oppervlakte bedraagt 167,3 km², de bevolkingsdichtheid is 44 inwoners per km².

## Geschiedenis
Op de plek van het huidige Troia lag in de Romeinse tijd de stad Aecae. Deze stad werd in de 7e eeuw verwoest tijdens de oorlogen tussen de Longobarden en het Byzantijnse Rijk.
In 1018 stichtte Basileios Boioannes op de ruïnes van Aecae de nieuwe Byzantijnse stad Troia en voorzag deze van stevige verdedigingsmuren. De stad werd gevuld met Griekse inwoners.
In 1093 werd begonnen met de bouw van de kathedraal Santa Maria Assunta, die in 1120 werd ingewijd. Troia was een bisschopsstad.
In 1229 werd de stad verwoest door keizer Frederik II.
In 1943 leed de kathedraal oorlogsschade, waarna restauratie volgde.

## Demografie
Troia telt ongeveer 2624 huishoudens. Het aantal inwoners daalde in de periode 1991-2001 met 5,1% volgens cijfers uit de tienjaarlijkse volkstellingen van ISTAT.
| Jaar | Inwoneraantal |
| ---- | ------------- |
| 1991 | 7898          |
| 2001 | 7495          |

## Geografie
De gemeente ligt op ongeveer 439 m boven zeeniveau.
Troia grenst aan de volgende gemeenten: Biccari, Castelluccio dei Sauri, Castelluccio Valmaggiore, Celle di San Vito, Foggia, Lucera, Orsara di Puglia.

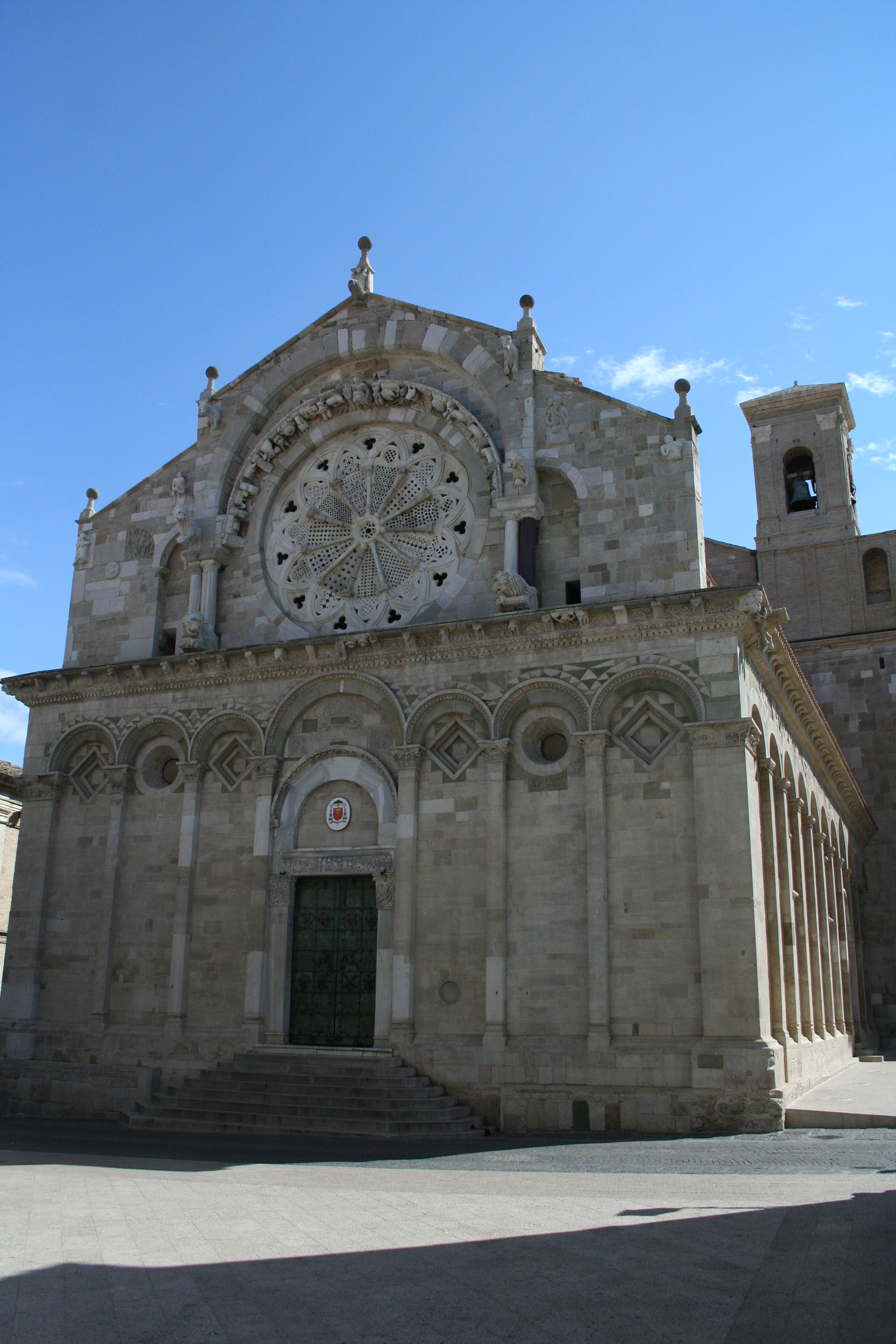
Kathedraal van Troia
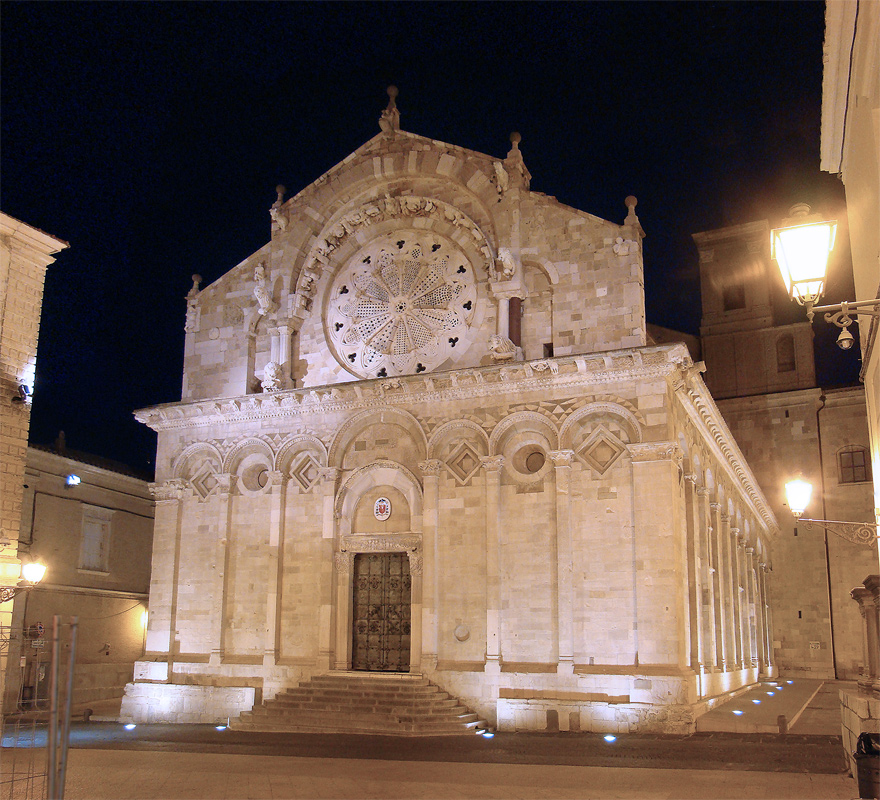
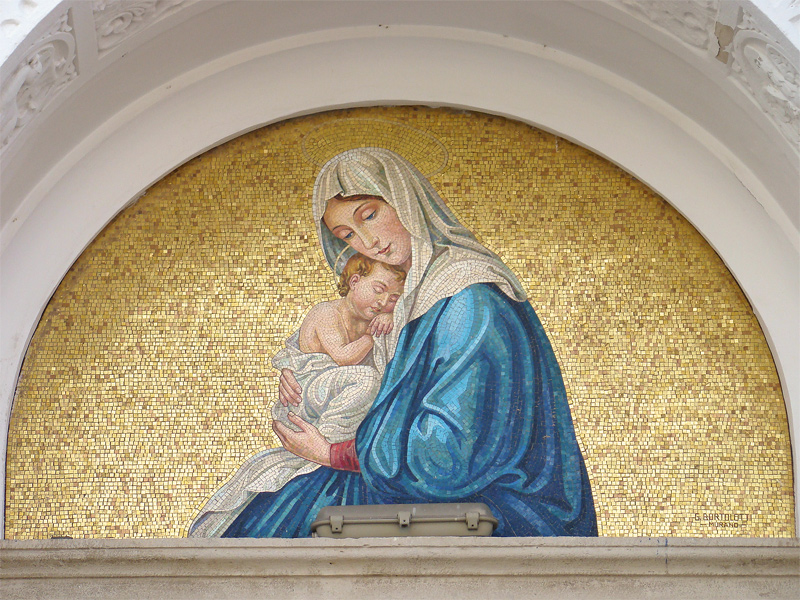
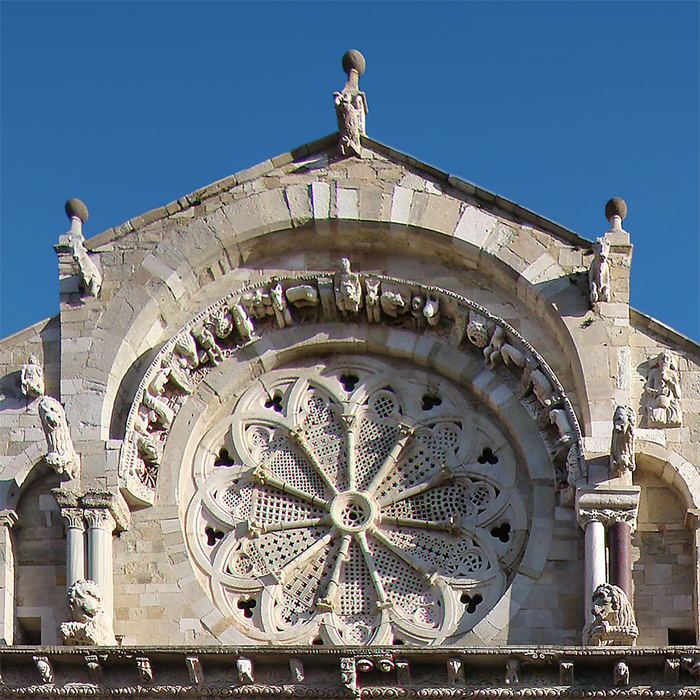
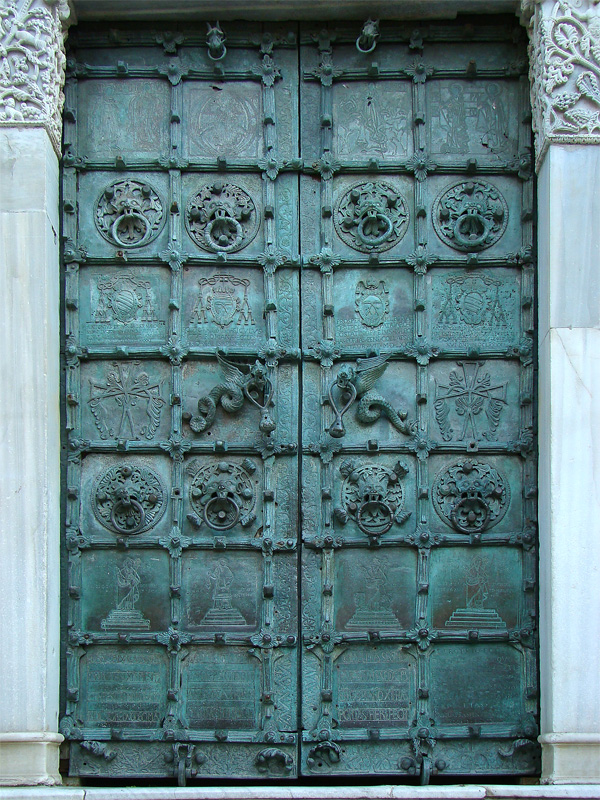
Porta Maggiore door Oderisius van Benevento

## Geboren
- Ralph DePalma (1882-1956), Italiaans-Amerikaans autocoureur
- Mario Beccia (1955), wielrenner en ploegleider